# Altipuerto

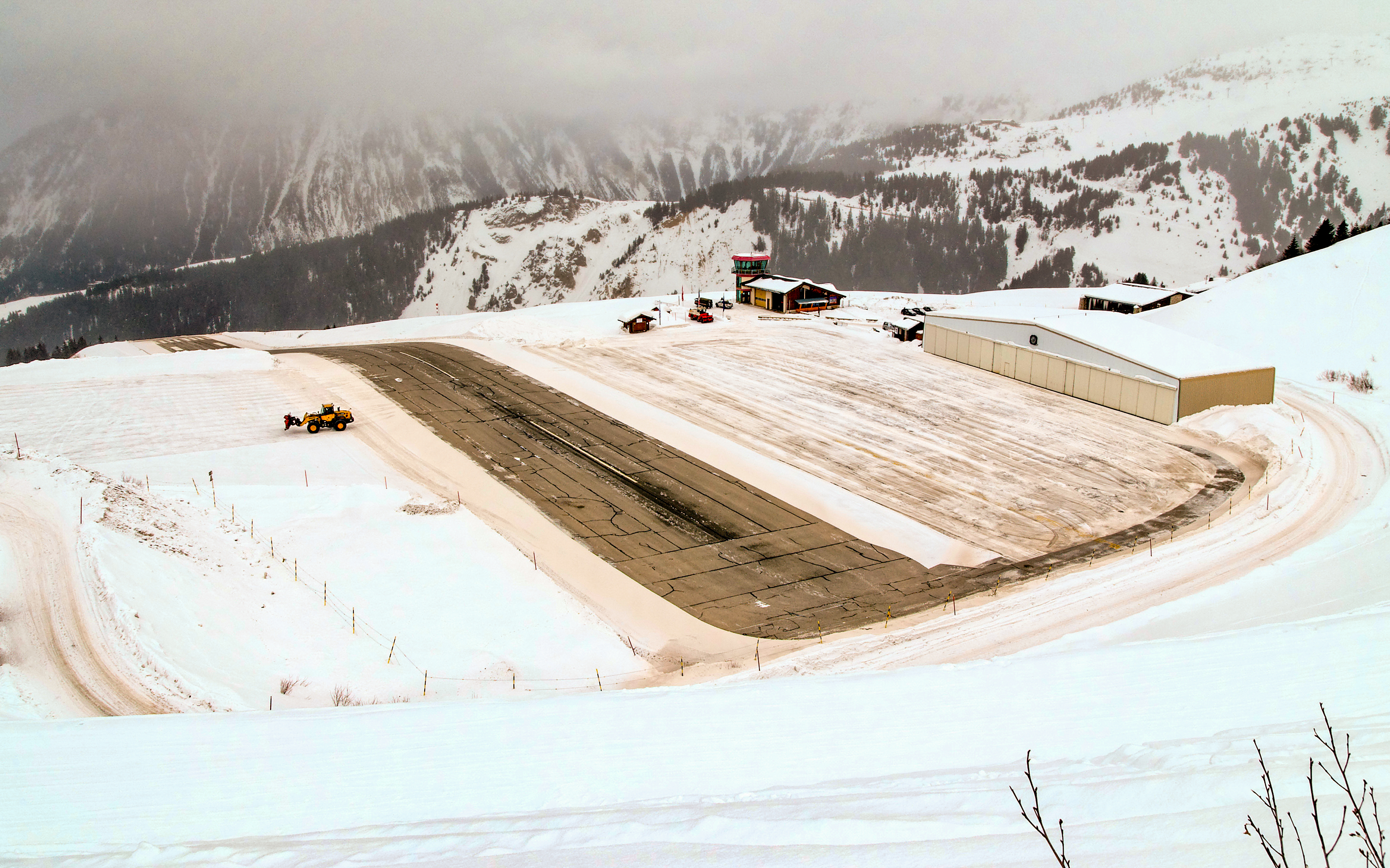
Altipuerto de Courchevel

Se denomina altipuerto a un aeropuerto ubicado en un relieve montañoso. Generalmente, se compone de unos kilómetros por su difícil construcción sobre las laderas montañosas y los fríos climas. Se usan principalmente por los largos vuelos que requieren una pausa sobre estos aeropuertos de gran altura, turismo o como bases de comunicación a través de las cordilleras y áreas montañosas.

## Lista de altipuertos
| Altipuerto                 | País    |
| -------------------------- | ------- |
| Alpe d'Huez                | Francia |
| Courchevel                 | Francia |
| La Rosière                 | Francia |
| Megève                     | Francia |
| Méribel                    | Francia |
| Aeropuerto Tenzing-Hillary | Nepal   |
| Valloire                   | Francia |
| Peyresourde-Balestas       | Francia |

- Datos: Q2840449